# ۸ ذی‌القعده
۸ ذیقعده، هشتمین روز از ماه ذیقعده در تقویم هجری قمری است.
در تقویم هجری قمری قراردادی این روز سیصد و سومین روز سال است.

## زادگان
- ملاعبدالله مدرس گرجی، عالم دینی قرن چهاردهم (۱۳۱۳ق)

## درگذشتگان
- ۶۸۸ - فخرالدین عراقی شاعر و عارف فارسی
- آیت اللَّه «میرزا عبدالرحیم سامت» عالم فقیه (۱۴۲۰ ق)
- فقیه و اصولی بزرگ آیت‌اللَّه «ملاحسین بن محمد بن جعفر فشارکی» (۱۳۵۳ ق)
- «ابوالحسن علی بن عمر بن احمد دارقطنی» محدث و فقیه(۳۸۵ ق)
- «ابوالحسن علی بن زبیر کوفی» نویسندهٔ مسلمان(۳۴۸ ق)